# Castigat ridendo mores
Castigat ridendo mores es una expresión latina que significa "Corregir las costumbres riendo".
Algunos expertos sostienen que la frase se refiere únicamente a la sátira; otros, sin embargo, apuntan a que se refiere al teatro de fin educativo y moralizador que en el subgénero de la comedia, en particular la comedia de costumbres, pone en ridículo hábitos perniciosos y modas que perjudican los valores ciudadanos y la moral.
Esta inscripción, que es frecuente hallar en los teatros, se debe al poeta neolatino francés 
Jean de Santeul. La comedia y la sátira, partiendo de la ironía y del ridículo de los vicios y defectos humanos, son esenciales para la reforma de las costumbres.
La frase se utiliza a menudo en obras de Molière y Marivaux, como en El avaro (1668). 
- Datos: Q3663046